# 約束の地 (映画)
『約束の地』（やくそくのち）は、加納周典監督で2009年に公開された、日本の映画作品。伊藤ゆみ初主演作。エイベックス・ニュースター・シネマコレクションのひとつとして製作。

## あらすじ
地方の乗馬クラブを舞台にした少女の成長物語。

## キャスト
- 春風優 - 伊藤ゆみ
- 木崎ケン - 澁谷武尊
- 木崎健史 - 緒形幹太
- 北村宗司 - 松田賢二
- 木崎雪美 - 藤真美穂
- 北村美恵子 - 渋谷亜希
- 春風元治 - 菅田俊
- 山田文雄 - 赤星昇一郎
- 山田さくら - 真下有紀
- 武田勇 - 大土井裕二
- 佐田翔馬 - 宇山栄
- 佐田尚子  - 中村高華
- 佐田ちえ - アリナ
- 町長 - 宇山美佐
- 獣医 - 佐藤貢三
- 町役場職員 - 貝瀬猛
- 市瀬秀和 （友情出演）
- 佐伯太輔 （友情出演）

## スタッフ
- 製作:松浦勝人
- エグゼクティブプロデューサー:千葉龍平
- 企画:佐藤浩輝
- プロデューサー:前島良行、篠崎幸男
- 音楽:山崎哲也、たまきあや
- スタイリスト:横山一美
- 脚本、監督:加納周典
- 配給:エイベックス・エンタテインメント

### 主題歌
- 弥生「このまま恋になる」（アルバム『&i』収録）
作詞:弥生
作曲/編曲:渡辺拓也